# Vålånger
Vålånger är en by i Högsjö socken belägen cirka 2 mil norr om Härnösand.
Kända personer som bott i Vålånger är Allan Edwall som fram till sin bortgång hade sommarhus här.